# Единая профсоюзная конфедерация сельских трудящихся Боливии
Единая профсоюзная конфедерация сельских трудящихся (Объединённая профсоюзная конфедерация трудящихся крестьян Боливии; исп. Confederación Sindical Única de Trabajadores Campesinos de Bolivia, CSUTCB) — крупнейший профсоюз крестьян в Боливии. Считается самой массовой организацией в Боливии.

## История
CSUTCB была создана 26 июня 1979 года в качестве оппозиции провластным крестьянским союзам, сразу же заменив Национальную конфедерацию сельских трудящихся Боливии. Последняя существовала с 1953 года, сформированная Ньюфло Чавесом на волне Боливийской национальная революции и осуществляемой той аграрной реформы. Ведущим руководителем новой конфедерации стал Хенаро Флорес Сантос, глава партии Революционное движение имени Тупака Катари, при помощи которой CSUTCB стала независимой организацией.
С момента основания CSUTCB включилась в деятельность профсоюзного объединения Боливийский рабочий центр (COB), став (в связи с упадком профсоюза горняков (FSTMB) ведущей силой в COB. Под давлением CSUTCB Боливийский рабочий центр вышел за рамки сугубо классовой ориентации и занялся также удовлетворением этнополитических и культурных потребностей коренных народов. Практически сразу CSUTCB стал играть решающую роль в борьбе за восстановление демократии против военных диктатур и предоставил крестьянам пространство для большего влияния внутри COB.
В 1990-х годах CSUTCB вышел за рамки своей ядерной социальной базы — коренных жителей, говорящих на языке аймара, — включив в свои ряды больше представителей коренных народов, говорящих на языках гуарани и кечуа. Борясь за национализацию запасов природного газа Боливии и против приватизации водоснабжения, CSUTCB сыграла значительную роль в протестной и забастовочной волне, приведшей к свержению ряда президентов, заканчивая Карлосом Месой в 2005 году. CSUTCB и ряд других организаций выступила одним из основателей Пакта единства, поддерживавшего партию «Движение к социализму» и правительство Эво Моралеса.